# Campo de radiación gamma de El Encín
El Campo de radiación gamma de El Encín fue un centro de investigación agro-alimentario entre 1961 y 1973, situado en la finca "El Encín" de Alcalá de Henares. Fue una instalación nuclear española única en su género, y una de las 20 en el mundo de características similares.

## Historia
A raíz de los convenios hispano-norteamericanos de 1953, España empezó a recibir tecnología nuclear avanzada, por lo que se constituyó la Junta de Energía Nuclear y se construyeron reactores experimentales en Barcelona, Bilbao y Madrid, con el objetivo de aplicarla en usos pacíficos como agricultura, energía o medicina. En 1958 el Instituto Nacional de Investigaciones Agronómicas (INIA) anunció un proyecto de experimentación mediante la irradiación de cultivos y semillas en la finca "El Encín", situada al este del término municipal de Alcalá de Henares. El encargado de desarrollar este proyecto fue el ingeniero César Gómez Campo, cuyo diseño constructivo se presentó en 1959. También consiguió una fuente de  emisiones gamma procedente de EE. UU., que empezó a funcionar en 1961. 
El equipo investigador inicial lo constituían cuatro personas: César Gómez Campo como director, la también ingeniera Mª Estrella Tortosa (esposa de César Gómez), Manuel Casas-Builla (responsable de la gestión diaria) y el obrero Miguel Meco Torres. Ellos plantaron 18.000 árboles de hoja perenne en círculos concéntricos, como barrera de contaminación frente a las radiaciones, de los que actualmente perduran unos 5.000. Este equipo del Campo de El Encín dependía de la Sección de Aplicaciones de la Energía Nuclear a la Agricultura de la INIA. Sus instalaciones se ofrecían gratuitamente a otros grupos de investigación, tanto nacionales como internacionales.
En 1973 se clausuraron las instalaciones, condicionadas por la construcción de una fábrica de Cementos Asland en sus proximidades, productora de una fina capa de polvo que cubría las plantas y obligaba a trabajar con mascarilla. Así, la fuente radioactiva fue trasladada a la Escuela Técnica Superior de Ingenieros Agrónomos de la Universidad Politécnica de Madrid, y a los tres años fue enviada definitivamente al almacén de residuos nucleares de baja y media actividad de El Cabril en Córdoba.

## Instalaciones

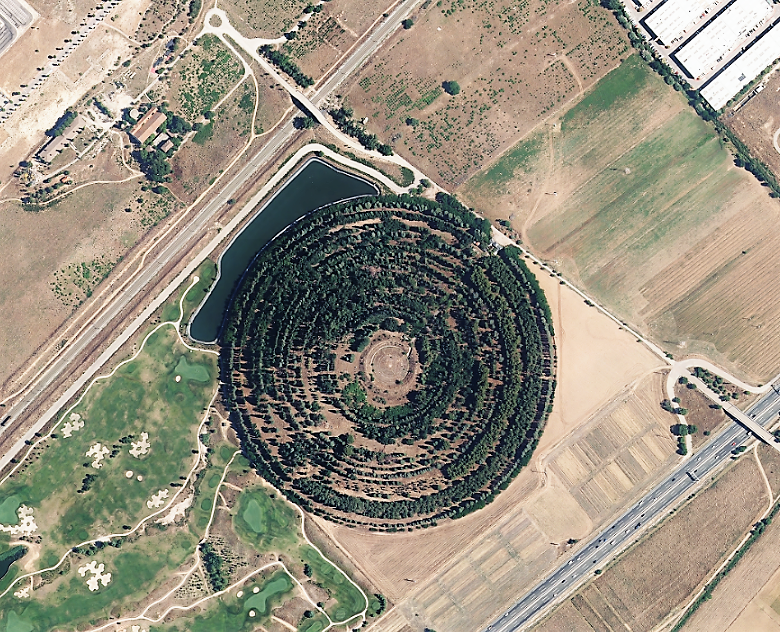
Vista aérea del Campo de radiación gamma de El Encín.

El Campo de radiación gamma de El Encín constaba de un círculo de 440 metros de diámetro, vallado y densamente arbolado, sobre una superficie de 15 hectáreas. En su centro, a su vez, había otro círculo concéntrico de 50 metros de diámetro, delimitado por un muro de hormigón, con talud escalonado de tierra en su interior, de 4 metros de altura; y un único acceso con doble curvatura (en forma de "S") para reducir la salida de radiaciones. Como medida de seguridad contaba con una valla periférica electrificada. En su punto central se disponía la fuente de emisora de rayos gamma, que se encontraba dentro de un invernadero hexagonal de 6 metros de diámetro y paredes desmontables. Además, en su exterior se construyeron edificios para oficinas y laboratorios.
La fuente emisora se componía de comprimidos encapsulados en acero con radioisótopos de Cesio-137, procedentes de reactores nucleares norteamericanos, que se montaban dentro de un cilindro de 14 cm de altura. Este cilindro se introducía en un envase de plomo, de 25 cm de espesor, que se manejaba a distancia mediante un cable accionado con manivela. Al extraer el cilindro del estuche de plomo irradiaba su entorno, en el que se exponían durante unas 20 horas diarias los elementos a estudiar.

## Investigación

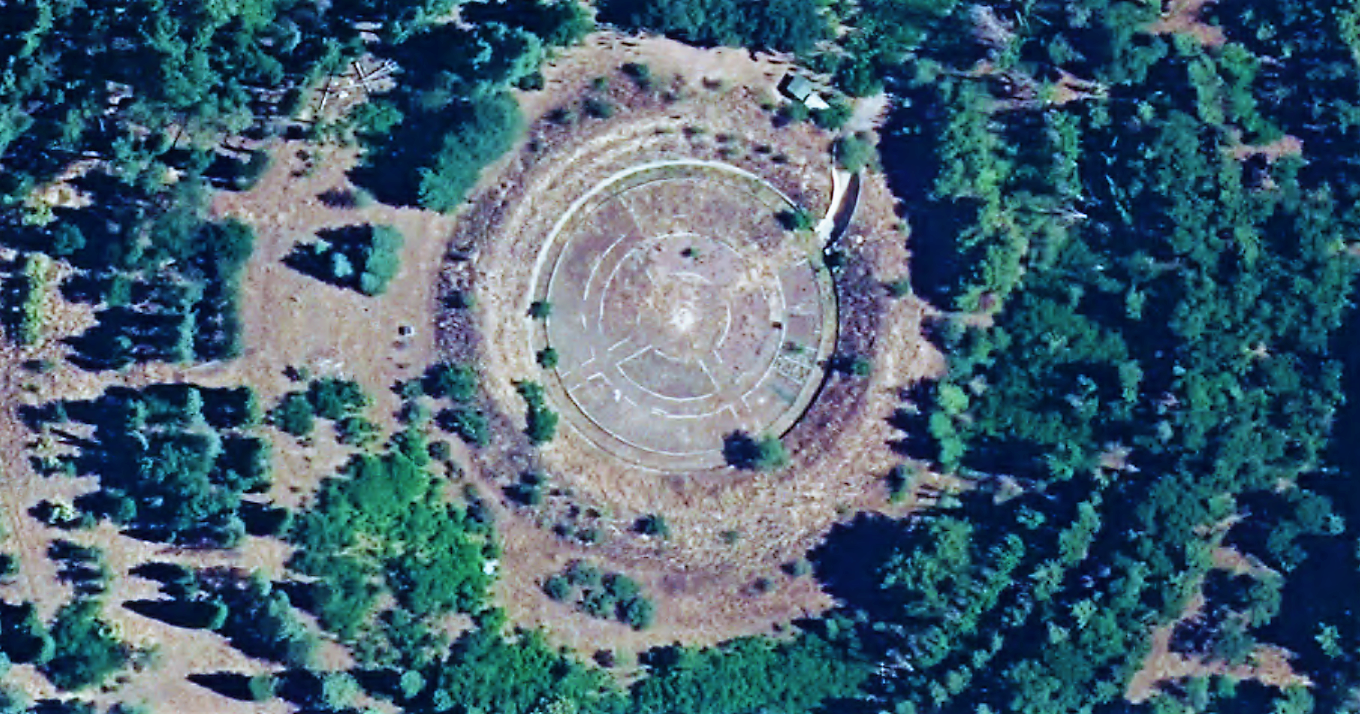
Detalle del centro del Campo de radiación gamma.

"Un Campo de Radiaciones Gamma consiste esencialmente en una fuente emisora de rayos gamma que se instala en campo abierto, de modo que resulte posible la irradiación de plantas en crecimiento o de animales relativamente voluminosos." Los rayos gamma son descargas de fotones capaces de atravesar los cuerpos de plantas y animales, generando roturas microscópicas en sus componentes celulares y ADN. Los organismos irradiados intentan su reparación biológica, originando algunas mutaciones beneficiosas que pueden ser aprovechadas para la agricultura. Los investigadores debían comprobar los efectos de la radiación sobre plantas, semillas, alimentos, distintos materiales, insectos, ratones o pollos. Y lo evaluaban según la dosis aplicada y los efectos producidos. 
Llegaron a usar estas instalaciones unos 40 grupos de investigación, sobre estudios muy diversos, entre otros:
- Conservación de alimentos (Daniel de la Sierra Serrano, 1967)[6][7][8]
- Degradación de la actividad radioactiva (María D. Astudillo y F. Sanz, 1962)[9][10]
- Efectos en la germinación de las semillas y brotación de estaquillas (Emilio González Esparcia y Gabriel Catalán Bachiller, 1961)[11]
- Efectos sobre el aceite de oliva (Ernesto Funes Valero, 1968)[12]
- Esterilización de la mosca de la fruta para evitar las plagas que originaban (Manuel Arroyo Varela, 1965).[13][14]
- Mutaciones genéticas (Andrés García Cabezón, 1971)[15]
- Obtención del primer triticale español, variedad de cereal sintético a partir del cruzamiento de trigo y centeno (Enrique Sánchez-Monge y Parellada, 1969).[16]
- Procesos letales en animales (Daniel de la Sierra Serrano)